# Víctor Hugo Hernández
Víctor Hugo Hernández (* 19. Mai 1986 in Zamora, Michoacán) ist ein mexikanischer Fußballtorwart.

## Karriere
Hernández ging aus der Nachwuchsabteilung des Club Deportivo Guadalajara hervor und feierte sein Debüt in der mexikanischen Primera División für seinen Stammverein am 27. September 2008. Als seinerzeit eigentlich nur dritter Torwart des Profikaders kam er am zehnten Spieltag der Apertura 2008 ausgerechnet in einem Clásico Tapatío gegen den Lokalrivalen Atlas Guadalajara zum Einsatz und durfte sich über einen 1:0-Sieg seiner Mannschaft freuen. Er bestritt auch alle weiteren sieben Punktspiele der Apertura 2008 sowie die noch verbleibenden fünf Spiele seiner Mannschaft in der Copa Sudamericana: das Achtelfinalrückspiel bei Athletico Paranaense, das (nach einem 2:2 im Hinspiel) mit 4:3 gewonnen wurde sowie die Viertelfinalbegegnungen mit River Plate (2:1 und 2:2) und das Halbfinale gegen den späteren Turniersieger SC Internacional (0:2 und 0:4). Aufgrund seiner soliden Leistungen bei diesen Einsätzen hatte er sich vor Beginn der Rückrunde (Clausura 2009) zum zweiten Torwart hochgearbeitet.